# Gryf Słupsk
Gryf Słupsk ist ein polnischer Fußballverein aus Słupsk (Stolp) in der Woiwodschaft Pommern.

## Geschichte
Gryf Słupsk entstand 1956 als LKS Gryf Słupsk durch die Fusion der Vereine ZKS Stal, ZKS Unia, ZKS Sparta und KS Traktor. Im Jahr 1964 fusionierte der Verein mit dem 1946 gegründeten Verein Gwardia Słupsk, der 1949 westpommerscher Meister wurde, zum Zjednoczony Gwardyjski Klub Sportowy Gryf. Später kehrte man zum heutigen Namen zurück. Größte Vereinserfolge waren die Teilnahme an der zweiten polnischen Liga von 1981 bis 1983, wo man 1982 den fünften Platz belegte, sowie das Erreichen des Achtelfinals im Puchar Polski 1976/77.
Am 24. Februar 2011 wurde der Verein in eine Aktiengesellschaft umgewandelt.

## Stadion
Der Verein trägt seine Heimspiele seit den 1960er-Jahren im 1500 Zuschauer fassenden Stadion an der ulica Zielona 9 aus. Des Weiteren besitzt Gryf einen Kunstrasenplatz mit Beleuchtung. Vor dem Zweiten Weltkrieg war die Spielstätte von Gryf Heimat des deutschen Vereins SV Germania Stolp.